# Food Network (Kanada)
Food Network ist ein kanadischer, englischsprachiger Spartensender der Kategorie A, der vorwiegend Themen rund um Kochen, Küche und Rezepte sendet. Der Sender ist ein Joint Venture zwischen der Shaw Familie (Corus Entertainment) und Warner Bros. Discovery. Ein Teil der Kochsendungen werden vom US-amerikanischen Sender Food Network übernommen, der Rest wird eigenproduziert.

## Geschichte
Vor dem Sendestart von Food Network Canada war der US-amerikanische Sender Food Network in Kanada seit 1997 zu empfangen. Er erfreute sich steigender Beliebtheit, sodass man sich entschloss, eine kanadische Version des US-Fernsehsenders zu gründen, um zusätzliche  Werbeeinnahmen zu erzielen. Mit dem Erhalt der Sendelizenz von der Canadian Radio and Television Commission (CRTC) ging der Sender im Oktober desselben Jahres auf Sendung. Der US-amerikanische Sender stellte seinen Sendebetrieb mit dem Start der kanadischen Version ein.
Am 18. Januar 2008 erfolgte ein Joint Venture zwischen Canwest und Goldman Sachs Capital Partners, bekannt auch als CW Media. CW Media übernahm Alliance Atlantis, den damaligen Betreiber des Senders und der Sender gehörte nun zu CW Media.
Am 27. Oktober 2010 übernahm Shaw Communications den Sender durch die Übernahme von CW Media und die Anteile von Goldman Sachs Capital.

## Programm
Der Sender sendet u. a. die folgende Sendungen:
- 5 Ingredient Fix
- Ace of Cakes
- Barefoot Contessa: Back to Basics
- Carnival Eats
- Chef at Home
- Cupcake Wars
- David Rocco's Dolce Vita
- Diners, Drive-Ins and Dives
- Dinner Party Wars
- Everyday Exotic
- Family Restaurant
- French Food at Home
- Fresh with Anna Olson
- From Spain With Love with Annie Sibonney
- Iron Chef America
- Jamie's Meals in Minutes
- Mexican Made Easy
- Restaurant Impossible
- Restaurant Makeover
- The Best Thing I Ever Ate
- The Great Food Truck Race
- The Heat
- Tough Cookies

## Food Network HDTV
Am 5. Oktober 2011 startete Shaw Media Foodnetwork HDTV, ein paralleles TV-Programm von Food Network, jedoch in einer Auflösung von 1080i. Das HD Format ist in den Kabelnetzen von Shaw Media, Bell TV und Bell Fibe TV verfügbar.

## Empfangbarkeit
Das Sendersignal wird in die Kabelnetze von allen größeren Kabelnetzbetreibern eingespeist. Des Weiteren ist der Sender über Satellit über Shaw Direct und Bell TV verfügbar. Weiterhin wird das Fernsehprogramm in Form von IPTV in das Breitbandkabelnetz von Bell Aliant TV, Bell Fibe TV, MTS, Optik TV und Sasktel eingespeist.